# Paramantis viridis
Paramantis viridis es una especie de mantis de la familia Mantidae.

## Distribución geográfica
Se encuentra en Madagascar y Natal (Sudáfrica)  y  posiblemente en Camerún y Congo.